# 東尼·米契爾 (1992年)
小東尼·拉榭·米契爾（1992年4月7日—）為美國男子籃球運動員。

## 早年
米契爾出生於美國威斯康辛州密爾瓦基，高中時期讀過四所高中，分別為Dutchtown High School、South Grand Prairie High School、Center of Life Academy以及Pinkston High School，但因為學分問題被NCAA裁定沒有資格入讀密苏里大学而輾轉進入北德克薩斯大學就讀，菜鳥球季米契爾繳出場均14.7分、10.3籃板的表現。

## 職業生涯
2015年2月，聖赫爾曼競技簽下米契爾。2015年12月，卡拉卡斯鱷魚簽下米契爾。2016年夏天，米契爾代表全国男子篮球联赛广西威壮出賽28場，場均可挹注17.5分、12.3籃板、3.7阻攻、1.8助攻、1.1抄截。2016年8月，海法馬卡比簽下米契爾。2017年2月，米契爾被海法馬卡比釋出，菲律賓籃球協會Star Hotshots引進米契爾作為球隊在PBA委員盃的外籍球員。2017年5月，聖地牙哥地鐵簽下米契爾。
2018年2月，米契爾加入基利波加利爾夏普爾。2018年3月，米契爾接受兩週測試以後，基利波加利爾夏普爾釋出米契爾。2018年5月，米契爾重返卡拉卡斯鱷魚。2018年8月，米契爾加入Al Wasl。2018年11月，米契爾與科爾多瓦學院簽下一個月合約。2018年12月，超級籃球聯賽富邦勇士由於丹尼爾·奧頓膝蓋出現傷勢引進米契爾，之後米契爾的合約轉為正式合約，該賽季米契爾總計出賽31場，場均上場30.6分鐘，可挹注17.6分、10.6籃板、2.7阻攻，最終米契爾拿下該賽季阻攻王與年度前場防守球員，球隊抱走冠軍金盃。
2019年4月，NLEX公路勇士引進米契爾作為球隊在PBA委員盃的外籍球員。2019年8月，聖地牙哥地鐵引進米契爾。2020年9月，米契爾加入龐塞獅子。2021年4月4日，米契爾完成Pueblo Nuevo首秀，攻下27分、15籃板。2021年5月，米契爾加入Rafael Barias。2022年3月，米契爾抵達以色列，為了買大麻米契爾把自己的護照交了出去。因為沒有護照，米契爾無法前往保加利亞參加前兩場巴爾幹國際籃球聯賽決賽，只有幫海法馬卡比參加一場決賽。2022年12月，石油簽下米契爾。2023年2月，米契爾重返卡拉卡斯鱷魚。米契爾替卡拉卡斯鱷魚出賽兩場以後因行為舉止違反了合約被移出球隊陣容，在米契爾致歉後卡拉卡斯鱷魚重新把米契爾放回球員名單。2023年9月，P. LEAGUE+新北國王宣布米契爾加盟事宜。例行賽米契爾出賽18場，場均上場25.2分鐘，可貢獻12.4分、8.6籃板、1.2助攻、0.8阻攻，三分命中率為38.1%。2024年7月，新北國王宣布米契爾離隊。

## 外部連結
- 東尼·米契爾在fiba.basketball（英语）
- 東尼·米契爾在archive.fiba.com（存檔）（英语）
- 東尼·米契爾在NBA官網（英语）
- 東尼·米契爾在NBA G聯盟官網（英语）
- 東尼·米契爾在P. LEAGUE+官網
- 東尼·米契爾在Basketball-Reference.com（NBA）（英语）
- 東尼·米契爾在Basketball-Reference.com（NBA G聯盟）（英语）
- 東尼·米契爾在Sports-Reference.com（NCAA）（英语）
- 東尼·米契爾在ESPN（NBA）（英语）
- 東尼·米契爾在Eurobasket.com（球員）（英语）
- 東尼·米契爾在Proballers（英语）
- 東尼·米契爾在RealGM（球員）（英语）
- 東尼·米契爾在Flashscore（英语）